# Koirasaari, Somero
Koirasaari är en ö i Finland. Den ligger i sjön Saarentaanjärvi och i kommunen Somero i den ekonomiska regionen  Salo ekonomiska region och landskapet Egentliga Finland, i den södra delen av landet, 100 km nordväst om huvudstaden Helsingfors. Öns area är 0,2 hektar och dess största längd är 80 meter i öst-västlig riktning.